# Katane

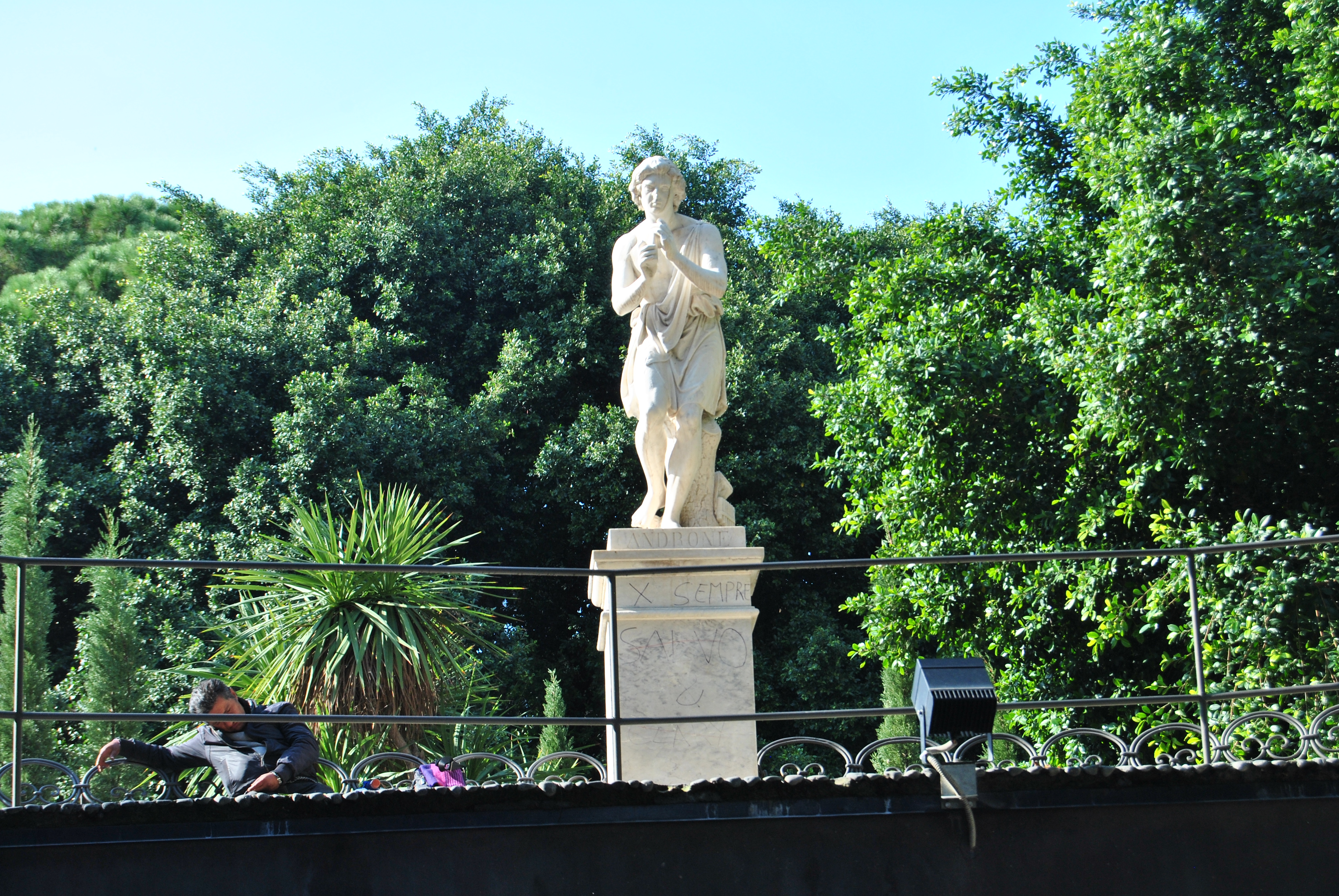
Androne di Catania, semileggendario ballerino etneo, che visse durante l'epoca ellenica della città.

Katane (in greco antico: Kατάvη?, Katánē) è l'antico nome di Catania.

## Etimologia
L'origine del toponimo è oscura. Secondo lo storico greco Plutarco, il nome deriverebbe dal greco katane ("grattugia"), in riferimento alle asperità del territorio lavico su cui sorge. Oppure dal protolatino katina (catino, bacinella), per la conformazione a conca delle colline intorno alla città. Secondo altre interpretazioni il nome deriverebbe dall'apposizione del prefisso greco katà- ("presso") ad Aitnè, il nome greco dell'Etna (con il significato quindi di "nei pressi di" o "appoggiata all'Etna").

## Storia
Katane era originariamente un insediamento sicano. Dopo il XIII secolo a.C. fu sede di un grosso villaggio siculo.
Nel 729 a.C. (secondo la datazione tradizionale), alcuni coloni greci calcidesi, guidati da Tucle, fondarono Katane. Successivamente, per ragioni non chiare, i Catanesi tributarono i culti eroici ad Evarco, considerando lui e non Tucle ecista della polis.
Nel 476 a.C. fu conquistata da Gerone I di Siracusa che la ribattezzò Aitna. Dopo la morte del tiranno siracusano e la sconfitta di Trasibulo di Siracusa, che segnò la fine della dinastia dei Dinomenidi, la città fu riconquistata dai "Katanaioi", che le restituirono il nome originario.
Nel 403 a.C. fu conquistata da Dionigi il Vecchio e gli abitanti furono deportati. Fu poi conquistata dai Romani nel 263 a.C. In latino era conosciuta come Catina.